# Euphyllia paraglabrescens
Espèce
Statut CITES
Euphyllia paraglabrescens est une espèce de coraux appartenant à la famille des Euphylliidae.